# Oruza kuehni
Oruza kuehni är en fjärilsart som beskrevs av W. Warren 1913. Oruza kuehni ingår i släktet Oruza och familjen nattflyn. Inga underarter finns listade i Catalogue of Life.